# 塞塞勒 (上薩瓦省)
塞塞勒（法語：Seyssel，法語發音：[sɛsɛl]）是法國上萨瓦省的一个市镇，位於該省西部，属于圣于连昂热讷瓦区。塞塞勒隔罗讷河和对面安省的同名市镇相望。

## 地理
塞塞勒（45°57'32"N, 5°50'11"E）面积16.86 平方千米，位于法国奥弗涅-罗讷-阿尔卑斯大区上萨瓦省，该省份为法国东部省份，历史上为薩伏依的一部分，北与瑞士接壤，西接安省，南至萨瓦省，东与瑞士和意大利接壤。
与塞塞勒接壤的市镇（或旧市镇、城区）包括：昂格勒福尔、科尔博诺、塞塞勒、莫村、巴西、德桑日、德鲁瓦西、菲耶尔河畔瓦利耶尔。
塞塞勒的时区为UTC+01:00、UTC+02:00（夏令时）。

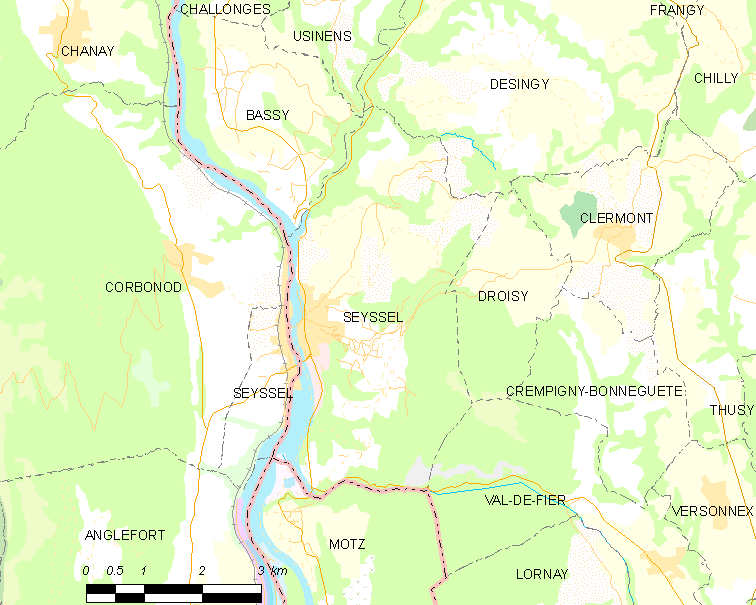
塞塞勒的OSM定位图

## 行政
塞塞勒的邮政编码为74910，INSEE市镇编码为74269。

## 政治
塞塞勒所属的省级选区为圣于连昂热讷瓦县。

## 人口

1962-2008年间塞塞勒人口变化图示

塞塞勒于2022年1月1日时的人口数量为2327人。